# Omari Tetradze
Omari Michajlovič Tetradze (rusky Омари Михайлович Тетрадзе, gruzínsky ომარ თეთრაძე; * 13. října 1969 Velispiri) je bývalý sovětský a ruský fotbalista. Hrával na postu pravého obránce nebo defenzivního záložníka.
Narodil se jako Omari Osipov v rodině Řeků žijících v Gruzii. Vzhledem k nacionalistickým náladám v době rozpadu SSSR se rozhodl hrát pod gruzínským příjmením své babičky.
Začínal v FC Dinamo Tbilisi, s nímž se stal v roce 1990 mistrem Gruzie. Od roku 1991 reprezentoval Sovětský svaz a Společenství nezávislých států, během působení v FK Dynamo Moskva přijal ruské občanství. Za ruskou reprezentaci odehrál čtyřicet mezistátních zápasů, zúčastnil se mistrovství světa ve fotbale 1994 a mistrovství Evropy ve fotbale 1996, kde skóroval v utkání proti českému týmu. S klubem PFK Alanija Vladikavkaz získal v roce 1995 ruský titul. Pak hrál v Itálii a Řecku, v dresu soluňského PAOK vyhrál v roce 2001 řecký pohár.
Po ukončení hráčské kariéry se stal trenérem. Tým Anži Machačkala pod jeho vedením postoupil v roce 2009 do nejvyšší soutěže. Působil také v klubech FK Volga Nižnij Novgorod, FK Žetisu a Tobol Kostanaj FK.